# تیواستر

ساختار عمومی تیواسترها.

تیواستر(به انگلیسی: Thioester) دسته ای از ترکیبات آلی است که شامل گروه عاملی C-S-CO-C هستند.این ترکیبات از فرایند استری کردن یک تیول و یک کربوکسیلیک اسید به وجود می آیند.این ترکیبات در بیوشیمی کاربرد فراوان دارد و از مهمترین ترکیبات این گروه استیل-کوآ است.